# Outeiro de Gatos
Outeiro de Gatos é uma povoação portuguesa do Município da Mêda que foi sede da extinta Freguesia de Outeiro de Gatos, freguesia que tinha 12,97 km² de área e 347 habitantes (2011), e, por isso, uma densidade populacional de 28,8 hab/km².
A Freguesia de Outeiro de Gatos foi extinta (agregada) pela reorganização administrativa de 2012/2013, tendo o seu território sido agregado ao das Freguesias de Mêda e Fonte Longa para criar a União de Freguesias de Mêda, Outeiro de Gatos e Fonte Longa.
Fez parte do extinto concelho de Casteição até 1836.
A freguesia englobava as aldeias de Enxameia e Areola tendo a última termas com excepcional qualidade, mas infelizmente não aproveitadas. A Areola possui ainda uma ponte romana em excelente estado de conservação. 
Possui ainda um solar recentemente restaurado que servirá para turismo rural. No seu conjunto existem cinco capelas e uma igreja. A fonte da Nogueira e a fraga dos Gatos de Ouro são dois dos símbolos mais importantes na povoação e da antiga freguesia.

## População
Por idades em 2001 e 2011			

| Totais e grupos etários | Totais e grupos etários | Totais e grupos etários | Totais e grupos etários | Totais e grupos etários | Totais e grupos etários | Totais e grupos etários | Totais e grupos etários | Totais e grupos etários | Totais e grupos etários | Totais e grupos etários | Totais e grupos etários | Totais e grupos etários | Totais e grupos etários | Totais e grupos etários | Totais e grupos etários |
| ----------------------- | ----------------------- | ----------------------- | ----------------------- | ----------------------- | ----------------------- | ----------------------- | ----------------------- | ----------------------- | ----------------------- | ----------------------- | ----------------------- | ----------------------- | ----------------------- | ----------------------- | ----------------------- |
|                         | 1864                    | 1878                    | 1890                    | 1900                    | 1911                    | 1920                    | 1930                    | 1940                    | 1950                    | 1960                    | 1970                    | 1981                    | 1991                    | 2001                    | 2011                    |
| Total                   | 654                     | 696                     | 659                     | 704                     | 671                     | 695                     | 699                     | 843                     | 708                     | 639                     | 484                     | 476                     | 307                     | 406                     | 347                     |

| 0-14 anos | 15-24 anos | 25-64 anos | 65 e + anos |
| 58 \| 50  | 57 \| 36   | 203 \| 178 | 88 \| 83    |
| -14%      | -37%       | -12%       | -6%         |

## Localização
A freguesia de Outeiro de Gatos integra o Município da Meda e fica a 3 quilómetros da sede do município.
É uma localidade de agradável aspecto, de campos verdejantes, cobertos de vinhas, olivais e amendoais.
É atravessada pela Estrada Municipal 601, que, partindo da Meda e passando por esta freguesia, se encaminha para o Aveloso, um pouco ao longo da Ribeira Teja, e depois se encaminha para a Prova, daí fazendo ligação com terras dos Municípios de Trancoso e Sernancelhe. O lugar da Areola é uma aldeia desta freguesia.
A Ribeira Teja nasce a norte de Trancoso, atravessa todo o Município da Mêda e, após um percurso de cerca de 45 quilómetros, desagua na margem esquerda do rio Douro, já em terras do Município de Vila Nova de Foz Côa. Entre Outeiro de Gatos e Aveloso, sobre a Ribeira Teja, encontramos esta singela e linda ponte.

## Património
- Igreja Paroquial de Outeiro de Gatos;
- Capela de São Sebastião;
- Capela da Senhora do Desterro;
- Capela de Santo António.

## Clima
Segundo a classificação climática de Köppen-Geiger, o Clima de Outeiro de Gatos é Temperado, do Tipo C, verificando-se o Subtipo Cs (Clima temperado com Verão seco) e a variante "a" na generalidade do concelho.Classificação Csa. Clima temperado com Verão quente e seco e inverno rigoroso com queda de neve. 

## Gastronomia
- Grelos à pobre
- Azeitona doce
- Queijo de ovelha
- Chouriças
- Azedas cruas
- Omelete de espargos
- Bacalhau Assado com Batatas a Murro
- Papas laberças
- Migas ripadas
- Migas de alho
- Salada de batatas com azedas
- Sopa de beldroegas
- Sopa de fiolho
- Pão de centeio
- Torresmos da Beira
- Bacalhau Assado com Batatas a Murro
- Filhoses de Natal
- Doce de abóbora com amêndoa

## Tradições
- RANCHO FOLCLÓRICO

O Rancho Folclórico de Outeiro de Gatos foi criado em 1955 com 30 pares. Como não havia apoios, cada elemento arranjava as suas próprias roupas. Abriam-se baús, pedia-se a avó e à vizinha e cada um apresentava o seu melhor fato.
Faziam-se actuações na aldeia na altura da festa e algumas vezes havia deslocações até à Mêda. Numa dessas participações chegaram a ganhar o 2º Prémio da Lavadeira.
Hoje o rancho só actua na festa da aldeia em Agosto. Juntam-se rapazes e raparigas que, divertidos, dançam e cantam, fazendo o seu melhor, para satisfação de quem ainda aprecia a tradição.